# Министерство культуры и массовых коммуникаций Российской Федерации

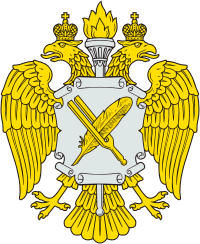
Эмблема Министерства культуры и массовых коммуникаций

Министерство культуры и массовых коммуникаций Российской Федерации — федеральное министерство в 2004—2008 гг., осуществлявшее функции по выработке государственной политики и нормативно-правовому регулированию в сфере культуры, искусства, кинематографии, средств массовой информации и массовых коммуникаций, архивного дела и по вопросам межнациональных отношений.
Создано 9 марта 2004 г. на базе упраздняемых Министерства культуры РФ, Министерства РФ по делам печати, телерадиовещания и средств массовых коммуникаций и преобразуемой Федеральной архивной службы России.
12 мая 2008 года указом президента России № 724 преобразовано в Министерство культуры Российской Федерации.

## Компетенция
Минкультуры самостоятельно осуществляло правовое регулирование, а также разрабатывало и вносило проекты нормативных актов по вопросам: культуры, искусства, кинематографии, историко-культурного наследия, средств массовой информации и массовых коммуникаций, телерадиовещания, информационного обмена, вещания дополнительной информации, развития компьютерных сетей общего пользования в сфере электронных средств массовой информации, печати, издательской, полиграфической деятельности, архивного дела, международного культурного и информационного сотрудничества, а также межнациональных отношений.

## Подведомственные органы власти
- Федеральное архивное агентство (Росархив)
- Федеральное агентство по культуре и кинематографии (Роскультура)
- Федеральное агентство по печати и массовым коммуникациям (Роспечать)

## Руководство

### Министр культуры и массовых коммуникаций РФ
- Соколов, Александр Сергеевич (9 марта 2004 — 12 мая 2008).

### Первый заместитель министра культуры и массовых коммуникаций РФ
- Надиров, Леонид Николаевич (12 марта — 23 апреля 2004) — вр. и. о. министра в марте 2004 г.

### Заместители министра культуры и массовых коммуникаций РФ
- Амунц, Дмитрий Михайлович (9 октября 2004 — 7 июня 2008)
- Бусыгин, Андрей Евгеньевич (12 апреля 2006 — 6 июня 2008)
- Надиров, Леонид Николаевич (23 апреля 2004 — 14 ноября 2008)
- Пожигайло, Павел Анатольевич (16 мая 2006 — 22 февраля 2008) — статс-секретарь
- Чуковская, Екатерина Эдуардовна (7 апреля — 6 июня 2008) — статс-секретарь